# سایه سکوت
سایه سکوت یک مجموعه تلویزیونی محصول سال ۱۳۸۲ به کارگردانی جواد افشار، نویسندگی حمیدرضا لوافی و تهیه‌کنندگی نیکنام جبرئیلی می‌باشد که از شبکه یک پخش شد. این مجموعه در مرکز سیمای مهاباد و در ۱۴ قسمت ۴۵ دقیقه ای تهیه شد. کار تولید آن از اواخر سال ۱۳۸۲ شروع و در نیمه سال ۱۳۸۳ به پایان رسید.

## خلاصه داستان
داستان این مجموعه دربارهٔ دختری به نام نرگس است که بعد از مرگ منصور دچار مشکلات عدیده در زندگی خود می‌شود. برادر منصور در پی به دست آوردن ثروت بی شمار قصد دارد نرگس را از شهر خود آواره سازد.

## بازیگران
- افسانه ناصری
- انوشیروان ارجمند
- امیر آتشانی
- زهرا سعیدی
- سولماز فرخ منش
- سیاوش طهمورث
- صدیقه کیانفر
- عبدالرضا زهره کرمانی
- عنایت‌الله بخشی
- کاظم افرندنیا
- مونا داوودنژاد
- نسرین نکیسائی